# 小天仙子
小天仙子（学名：Hyoscyamus bohemicus）为茄科天仙子属下的一个种。